# 오라녜 여공 카타리나아말리아
카타리나아말리아 베아트릭스 카르먼 빅토리아(네덜란드어: Catharina-Amalia Beatrix Carmen Victoria, 2003년 12월 7일~)는 네덜란드의 공주이다. 네덜란드의 헌법 개정이 이루어지면서, 할머니인 베아트릭스와 달리, 빌럼알렉산더르 국왕이 즉위하여 오라녜 여공, 즉 왕세녀란 칭호를 쓸 수 있게 되었다. 현재 네덜란드의 왕위 계승 순위 1위이다.

## 생애
카타리나아말리아는 2003년 12월 7일 오후 5시 1분에 헤이그의 HMC 브로노보에서 태어났다. 그녀는 빌럼알렉산더르와 막시마 왕비 사이의 첫 자녀이다. 그녀의 탄생에 대한 공언 이후 네덜란드 왕국 전체 4곳에서 101발의 축포가 발사되었다. 네덜란드의 덴헬더르, 헤이그와 네덜란드령 안틸레스의 빌렘스타트, 그리고 아루바의 오라녜스타트가 그곳이었다.
2004년 6월 카타리나아말리아는 헤이그의 대성당에서 레베렌트 카렐 테르 린덴으로부터 세례를 받았다. 그녀의 대부모는 그녀의 삼촌이었던 네덜란드 왕자 콘스탄테인과 스웨덴 왕세녀 빅토리아, 그리고 네덜란드 의회 부회장이었던 헤르만 티에잉크 빌링크 등이 있었다. 카타리나아말리아의 친가 쪽 조부모인 호르헤 소레기에타와 마리아 델 카멘 세루티 카리카르트는 2002년 공주의 부모님의 결혼식에 참여할 수 없었는데, 이는 호르헤 라파엘 비델라의 정권에 개입했기 때문이었다. 하지만 이들은 사적으로 공주의 세례에 참석했다.

## 개인사
카타리나아말리아 공주는 알렉시아, 아리아너라는 두 여동생이 있다. 그녀는 가족들과 함께 바세나르의 빌라 아이켄호르스트에서 살고 있다. 가족은 후일 헤이그에 위치한 하우스텐보스궁으로 이사했다.
2007년 12월부터 카타리나아말리아 공주는 바세나르의 사립학교에 다니기 시작했다. 그녀는 지금 크리스테리크 김나지움을 다니고 있는데, 그녀의 숙모인 네덜란드 왕자빈 라우렌틴도 이곳에 다녔었다.
그녀의 생일은 전통적으로 헤이그의 클로이스터 교회에서 콘서트로 축하받고 있다. 이 때는 네덜란드의 의회에서 온 대사들과 의원들도 생일에 참석한다. 그녀는 네덜란드어, 영어와 몇몇 스페인어를 구사할 수 있다. 그녀의 7번째 생일 때 그녀의 증조부였던 베른하르트 추 데어 리페비스터펠트가 소유했던 더글라스 C-47 스카이트레인에 페테르 하르트만이 공주의 이름을 붙여주었다. 공주 자신은 학교 참석으로 명명식에 참석할 수 없었다.
카타리나아말리아는 스톡홀름 대성당에서 2010년 6월에 열린 스웨덴 왕세녀 빅토리아와 베스테르예틀란드 공작 다니엘 사이의 결혼식 때 화동을 서기도 했다.
베아트릭스가 2013년 4월 30일 여왕에서 물러나고 카타리나아말리아의 아버지이었던 빌럼알렉산더르가 왕위에 오르면서, 카타리나아말리아는 법정추정상속인이 되었고, 그녀 스스로의 권리에 따라 오라녜 공이라는 작위를 받게 되었다. 카타리나아말리아 공주는 성인으로 인정된 18세에 네덜란드 의회의 과거 총리인 마르크 뤼터의 옆에서 있는 고문관 자리를 맡았다.

## 작위
- 2003년 12월 7일 – 2013년 4월 30일: 네덜란드의 카타리나아말리아 공주 전하[14]
- 2013년 4월 30일 – 현재: 오라녜 여공 전하[14]